# The Heartbreak Kid (pel·lícula de 1993)
The Heartbreak Kid és una pel·lícula australiana dirigida per Michael Jenkins, produïda per Ben Gannon, estrenada el 1993, adaptació de l'obra de teatre homònima i protagonitzada per Alex Dimitriades i Claudia Karvan. La sèrie Hartley, que va tenir una certa notorietat internacional, en és un Spin-off.

## Argument
Christina Papadopoulos(Claudia Karvan) és una jove ensenyant d'origen grec que treballa a l'institut Hartley High. Està promesa amb l'ambiciós advocat del seu pare,Dimitri (Steve Bastoni) i tota la seva vida està totalment planificada.
Nick Polides (Alex Dimitriades), de 17 anys i també d'origen grec, és un dels seus alumnes. Tots dos queden atrets l'un per l'altre però les seves funcions i edats respectives els prohibeix tot acostament.
Fins al dia en què Christina es converteix en l'entrenador de l'equip de Futbol de l'institut. Es comencen a acostar perillosament i veure's fora de les hores de curs. Com reaccionaran el seu cercle de cara a aquest acostament...

## Repartiment
- Alex Dimitriades: Nick Polides
- Claudia Karvan: Christina Papadopoulos
- Steve Bastoni: Dimitri
- Nico Lathouris: George Polides
- Doris Younane: Evdokia
- Scott Major: Peter Rivers
- Katherine Halliday: Rose
- William McInnes: Southgate

## Banda original
1. "The Heartbreak Kid" (John Clifford White) — John Clifford White
2. "Teacher I Need You" (Elton John i Bernie Taupin) — Steve Cummings
3. "Love Is All Around" (Reg Presley) — The Persuasions
4. "I Can Just (Lose Myself in You)" (Brian Cadd i David Hirschfelder) — Lisa Edwards
5. "Vision" (Ashley Rothchild, James MacKinnon, Sean Fonti) — Caligula
6. "One" (Paul Hewson, Adam Clayton, Larry Mullen, Jr., David Evans) — U2
7. "True Love" (Art Neville, Daryl Johnson, Hawk Wolinski) — The Neville Brothers
8. "Great Palaces of Immortal Splendour" (Single Gun Theory) — Single Gun Theory
9. "Words Written Backwards" (Single Gun Theory) — Single Gun Theory
10. "Mozart Requiem, K626 – Introitus" (Mozart) — Mezzo Soprano, Cecilia Bartoli, Vienna Philharmonic Orchestra
11. "Mozart Requiem, K626 – Lacrimosa" (Mozart) — Mezzo Soprano, Cecilia Bartoli, Vienna Philharmonic Orchestra
12. "Looking for Nick" (John Clifford White)
13. "Father and Son" (John Clifford White)
14. "Anthem" (John Clifford White)

## Al voltant de la pel·lícula
- Alex Dimitriades va tornar a fer el seu paper de la sèrie Hartley. Només ha canviat el seu cognom pel de Poulos.
- Com Alex Dimitriades, Scott Major, Katherine Halliday iNico Lathouris reprenen els seus papers respectius per a la sèrie. Doris Younane obté, per la seva part, un nou personatge.